# Маршалл, Нил (режиссёр)
Нил Ма́ршалл (англ. Neil Marshall, 25 мая 1970 года, Ньюкасл-апон-Тайн, Великобритания) — английский кинорежиссёр и сценарист. Наиболее известен по фильмам ужасов «Псы-воины» и «Спуск».

## Биография
Нил Маршалл 25 мая 1970 года родился в Ньюкасле (Великобритания). Он решил стать кинорежиссёром в возрасте 11 лет, посмотрев фильм Индиана Джонс: В поисках утраченного ковчега. В дальнейшем он снимал и монтировал домашние фильмы с помощью камеры «Super 8 mm». В 1989 году поступил в Нортумбрийский политехнический колледж (ныне Нортумбрийский университет); в последующие годы работал как монтажёр-фрилансер на различных студиях. В 1995 году Маршалл был привлечен в качестве сценариста к созданию фильма Бхарата Наллури «Убивать надо вовремя» (1998).
Первый самостоятельный проект Маршалла, малобюджетный фильм ужасов «Псы-воины» (2002), получил премии «Золотой ворон» и «Пегас» на Брюссельском кинофестивале 2002 года. А также премию «Сатурн» за лучшее DVD-издание того же года. Второй фильм Маршалла, «Спуск» (2005), также получил ряд престижных наград, в том числе премию Сатурн за лучший фильм ужасов. После его выхода Нил Маршалл был отнесён кинокритиками к группе кинематографистов Splat Pack, возродившей жанр фильмов ужасов из небытия. 
Кроме работы для полнометражного кинематографа он работал над проектами для телевидения и сериалами. В частности, выступил режиссёром нескольких эпизодов сериалов «Игра престолов», «Мир Дикого запада», «Ганнибал» и других. 

В 2019 году вышел перезапуск кинофраншизы «Хеллбой». Для Маршалла данные съёмки стали самыми масштабными и дорогими в его карьере. Фильм потерпел кассовый провал. По утверждениям режиссёра, он практически не имел творческого контроля над съёмками. Актёры и причастные к созданию фильма также называют съёмки «производственным адом». В интервью Маршалл предпочитает говорить о «Хеллбое», как о чужом фильме. 
Съемки «Проклятия» сильно отличались от съемок «Хеллбоя»?

— Полностью! Всем! Потому, что «Проклятие» снимал я. Контролировал весь процесс производства фильма, все творческие решения. Чего никак не могу сказать о «Хеллбое». «Хеллбой» не мой фильм. Мне было необходимо снять «Проклятие ведьмы», чтобы очиститься.

## Личная жизнь
В 2007 Маршалл женился на бельгийской актрисе и режиссёре Аксель Кэролин, с которой познакомился на съёмках фильма «Судный день». В 2016 году пара развелась. В 2017 году Маршалл начал отношения с актрисой Шарлоттой Кирк, которая снималась у него в фильме «Хеллбой». Маршалл живёт в Лос-Анджелесе. По собственному признанию очень любит собак. Он хозяин суки породы Кавалер-кинг-чарльз-спаниель.

## Фильмография

### Фильмы
| Год  | На русском языке | На языке оригинала | Роль                          |
| ---- | ---------------- | ------------------ | ----------------------------- |
| 2024 | Герцогиня        | Duchess            | Режиссёр                      |
| 2022 | Логово           | The Lair           | Режиссёр, сценарист           |
| 2020 | Проклятие ведьмы | The Reckoning      | Режиссёр                      |
| 2019 | Хеллбой          | Hellboy            | Режиссёр                      |
| 2015 | Город монстров   | Tales of Halloween | Режиссёр, сценарист           |
| 2010 | Центурион        | Centurion          | Режиссёр, сценарист           |
| 2009 | Спуск 2          | The Descent Part 2 | Исполнительный продюсер       |
| 2008 | Судный день      | Doomsday           | Режиссёр, сценарист, монтажёр |
| 2005 | Спуск            | The Descent        | Режиссёр, сценарист           |
| 2002 | Псы-воины        | Dog Soldiers       | Режиссёр, сценарист, монтажёр |
| 1998 | Время убивать    | Killing Time       | Сценарист, монтажёр           |

### Телесериалы
| Год       | На русском языке     | На языке оригинала | Роль     |
| --------- | -------------------- | ------------------ | -------- |
| 2012-2014 | Игра престолов       | Game of Thrones    | Режиссёр |
| 2014      | Чёрные паруса        | Black Sails        | Режиссёр |
| 2014      | Константин           | Constantine        | Режиссёр |
| 2015      | Ганнибал             | Hannibal           | Режиссёр |
| 2016      | Мир Дикого запада    | Westworld          | Режиссёр |
| 2016      | Вне времени          | Timeless           | Режиссёр |
| 2018      | Затерянные в космосе | Lost in Space      | Режиссёр |